# Le Pêchereau
Le Pêchereau – miejscowość i gmina we Francji, w Regionie Centralnym, w departamencie Indre.
Według danych na rok 1990 gminę zamieszkiwało 1887 osób, a gęstość zaludnienia wynosiła 90 osób/km² (wśród 1842 gmin Regionu Centralnego Le Pêchereau plasuje się na 207. miejscu pod względem liczby ludności, natomiast pod względem powierzchni na miejscu 625.).